# سعيد عازار
سعيد عازار مغني سوري من مواليد حماة عام 1933، من أسرة حموية اجتماعية تحب الفن، تعلم العزف على آلة العود من صغره، في عام 1948 تناقلت الأوساط الفنية اسم المطرب سعيد عازار في سوريا فالتحق بالإذاعة السورية عام 1948 وأول أغنياته كانت على الهواء مباشرة عام 1956.
التحق بفرقة الرحباني في لبنان وعمل معهم في إذاعة محطة الشرق الأدنى مدة قصيرة، عاد إلى دمشق وعمل في الوسط الفني وكان له عدة أغاني عاطفية ووطنية وكان له المشاركة الفعلية في تدشين أول بث تلفزيوني على الهواء مباشرة في جبل قاسيون مع صباح فخري عام 1960 وقدم أغنية (سمرة ياسمرة) للمطرب كارم محمود.
وسجل للتلفزيون السوري موال (أنا هويت وانتهيت) لسيد درويش عام 1963 مع فرقة الإذاعة والتلفزيون بقيادة الفنان (يحيى السعودي) بعدها سافر إلى لبنان ليلتحق بفرقة الأخوين رحباني وأول مهرجان اشترك به هو (الأمير فخر الدين) في بعلبك وغنى أغنية (برطيل برطيل) وعبدو حابب غندورة من ألحان الأخوين رحباني وبقي مع فرقة الأخوين رحباني ثلاث سنوات وشارك في جميع أعمالها.
وغنى في عدة حلقات من مسلسل مقالب غوار، ومن إحدى حلقات الأغنيات كانت أغنية (دور لم أنت ناوي تغيب على طول) لمحمد عبد الوهاب حيث كان موجوداً فكان الأستاذ عبد الوهاب في شتورة وسمعه وطلب مقابلته وكان له ذلك حيث قابله الأستاذ محمد عبد الوهاب عام 1966 وأعطاه بعض النصائح الفنية وطلب من مدير مجلة الشبكة جورج إبراهيم الخوري أن يلفت أنظار الملحنين إلى صوت المطرب سعيد عازار لأنه أعجب به.
وبعد فترة قصيرة قام برحلة فنية إلى بلاد المهجر – تشيلي – الأرجنتين – فنزويلا – البرازيل – حيث بقي فيها وتزوج من فتاة سورية وله ثلاث بنات وهو الآن موجود في لبنان يعيش مع بناته المتزوجات بعد وفاة زوجته.